# 法国公立工商业机构
法国公立工商业机构（法語：Établissement public à caractère industriel et commercial）是法国进行公共服务性质工商业活动的公务法人。类似于中华人民共和国的全民所有制工业企业。

## 法律地位

### 创立
根据法兰西共和国1958年宪法第34条规定了公立机构创立的方式。新类别的公立机构只能通过议会通过的法律（loi，宪法第34条）或政府颁布的命令（ordonnance，宪法第38条）创立。
已存在类型的公立机构可以通过政府颁布的法令（décret）创建。

## 机构列表

### 主要机构
- 法国专业技能国际合作署
- 塞纳尔新城规划公立机构
- 马恩拉瓦莱规划公立机构
- 公立土地机构
- 巴黎-萨克雷公立机构
- 法国环境与能源管理署
- 法国开发署
- 巴黎大区土地与技术局
- 法国国家成年人职业培训局
- 法国国家辐射废物处理局
- 法国国家城市更新局
- L'économat des armées (EdA)
- 军队社会管理局
- 国家视听局
- 国家消费研究院
- 国家工业环境与灾害研究院
- 巴黎大众运输公司
- 马赛交通
- 交通
- 大巴黎公司
- 法国国家空间研究中心
- 农学发展研究国际合作中心
- 原子能和替代能源委员会
- 法国文化中心
- 法国海洋利用研究院
- 地理矿业研究局
- 国家森林办公室
- 国家航空学习研究办公室
- 公共住房办公室
- 喜歌剧院
- 国立巴黎歌剧团
- 法兰西喜剧院
- 楼房科学技术中心
- 巴黎造币厂
- 国家天气与实验实验室
- 巴黎爱乐厅
- 法国商务投资署
- 建筑与遗产城
- 法国高等教育署

### 已不存在的机构
- 巴黎机场集团
- 法国电力公司
- 法国燃气公司
- 法国邮政
- 巴黎水公司
- 法国电信（2013年改名为 Orange）
- 法国铁路网络
- 法国国家铁路公司（由三个机构组成：SNCF、SNCF Mobilités和SNCF Réseau）